# Carlos Vieira Reis
Carlos Vieira Reis (* 19. Januar 1935 in Chaves, Portugal) ist ein portugiesischer Chirurg und Schriftstellerarzt.
Vieira Reis war im Portugiesischen Kolonialkrieg in Angola und später in Mosambik als Militärarzt. Nach seiner Rückkehr nach Portugal 1964 kam er 1971 wieder nach Angola, wo er für 14 Monate die Leitung der Militärhospitale in Luso (heute Luena) übernahm, bevor er bis Dezember 1973 Chefchirurg in Cabinda war. Von 1976 bis 1984 war er Lehrer an der medizinischen Fakultät der Neuen Universität Lissabons.
Im Laufe seiner weiteren Karriere übernahm er verschiedene nationale und internationale Aufgaben, darunter als Vertreter Portugals in der EUROMED und in der Research Study Group on biomedical aspects of training der NATO.
Parallel war er schriftstellerisch tätig. Er ist seit einigen Jahren Präsident der Sociedade Portuguesa de Escritores e Artistas Médicos („Vereinigung Portugiesischer Schriftsteller- und Künstlerärzte“). Auch als Moderater medizinischer Fernsehsendungen u. a. für die TVI trat er in Erscheinung. Er ist Mitglied von Poetas del Mundo.